# العلاقات الإسبانية الإيطالية
العلاقات الإسبانية الإيطالية هي العلاقات الثنائية التي تجمع بين إسبانيا وإيطاليا.

## مقارنة بين البلدين
هذه مقارنة عامة ومرجعية للدولتين:
| وجه المقارنة                                              | إسبانيا                                                                             | إيطاليا                                                  |
| --------------------------------------------------------- | ----------------------------------------------------------------------------------- | -------------------------------------------------------- |
| المساحة (كم2)                                             | 505.99 ألف                                                                          | 301.34 ألف                                               |
| عدد السكان (نسمة)                                         | 46.73 مليون                                                                         | 60.60 مليون                                              |
| الكثافة السكانية (ن./كم²)                                 | 92.35                                                                               | 201.1                                                    |
| العاصمة                                                   | مدريد                                                                               | روما، فلورنسا، تورينو                                    |
| اللغة الرسمية                                             | اللغة الإسبانية، اللغة الغاليسية، لغة بشكنشية، اللغة الكتالونية، اللغة الأوكسيتانية | اللغة الإيطالية                                          |
| العملة                                                    | يورو، بيزيتا إسبانية                                                                | يورو، ليرة إيطالية                                       |
| الناتج المحلي الإجمالي (بليون دولار)                      | 1.31 تريليون                                                                        | 1.93 تريليون                                             |
| الناتج المحلي الإجمالي (تعادل القوة الشرائية) بليون دولار | 1.77 تريليون                                                                        | 2.26 تريليون                                             |
| الناتج المحلي الإجمالي الاسمي للفرد دولار أمريكي          | 28.16 ألف                                                                           | 29.96 ألف                                                |
| الناتج المحلي الإجمالي للفرد دولار أمريكي                 | 38.00 ألف                                                                           | 35.46 ألف                                                |
| مؤشر التنمية البشرية                                      | 0.876                                                                               | 0.873                                                    |
| رمز المكالمات الدولي                                      | +34                                                                                 | +39                                                      |
| رمز الإنترنت                                              | .es                                                                                 | .it                                                      |
| المنطقة الزمنية                                           | ت ع م+01:00، ت ع م+02:00                                                            | توقيت وسط أوروبا، ت ع م+01:00، ت ع م+02:00، أوروبا/روما ‏ |

## مدن متوأمة
في ما يلي قائمة باتفاقيات التوأمة بين مدن إسبانية وإيطالية:
- ترتبط مارتوريل مع بلدية بورجو آ موزانو باتفاقية توأمة.
- ترتبط Algemesí [الإنجليزية]‏ مع كيارا (لومباردي) باتفاقية توأمة.
- ترتبط كارتاخينا مع تيرني باتفاقية توأمة منذ 1973.[16][16][16][16]
- ترتبط آبلة مع تيرامو باتفاقية توأمة.
- ترتبط مرسية مع ليتشي باتفاقية توأمة.
- ترتبط بالوس دي لا فرونتيرا مع لاتينا باتفاقية توأمة.
- ترتبط خاين مع أريتسو باتفاقية توأمة.
- ترتبط سانتا بولا مع مازر باتفاقية توأمة.
- ترتبط إيخيا دي لوس كاباييروس مع بورتوغروارو باتفاقية توأمة.
- ترتبط طليطلة مع إمبولي باتفاقية توأمة منذ 1978.
- ترتبط باربيرا ديل فاليس مع غرولياسكو باتفاقية توأمة.
- ترتبط بشتانة مع إبولي باتفاقية توأمة.
- ترتبط غليانة مع ليفيرانو باتفاقية توأمة.
- ترتبط أونداروا مع سانتا فلافيا باتفاقية توأمة.
- ترتبط نوفيلدا مع كرارا باتفاقية توأمة.
- ترتبط ترجالة مع Castegnato [الإنجليزية]‏ باتفاقية توأمة.
- ترتبط كالاتوراو مع سيرافزا باتفاقية توأمة.
- ترتبط Carcaixent [الإنجليزية]‏ مع فيلتر باتفاقية توأمة.
- ترتبط El Perelló [الإنجليزية]‏ مع ألتوباسيو باتفاقية توأمة.
- ترتبط سانتا كولوما دي جرامانيت مع كوجوليتو باتفاقية توأمة.
- ترتبط Paiporta [الإنجليزية]‏ مع سوليرا باتفاقية توأمة.
- ترتبط كولمينار فيجو مع كوليفيرو باتفاقية توأمة.
- ترتبط بينايكارلو مع لاديسبولي باتفاقية توأمة.
- ترتبط المنكب مع تشرفيتيري باتفاقية توأمة منذ 25 يونيو 2005.
- ترتبط بطرنة مع مارينو (بلدة) باتفاقية توأمة.
- ترتبط وادي الحجارة مع ليفورنو باتفاقية توأمة.
- ترتبط موليت ديل فاليس مع ريفولي باتفاقية توأمة.[17]
- ترتبط Mont-roig del Camp [الإنجليزية]‏ مع فيغارانو مايناردا باتفاقية توأمة.
- ترتبط البسيط مع مقاطعة ريدجو إميليا باتفاقية توأمة.
- ترتبط ساغونتو مع سيسينا (بلدة) باتفاقية توأمة.
- ترتبط الغويرياس ديل نينيو بيرديدو مع Sassello [الإنجليزية]‏ باتفاقية توأمة.
- ترتبط لا كورونيا مع ماريجليانيلا باتفاقية توأمة.
- ترتبط بالافولس مع بوبي باتفاقية توأمة.
- ترتبط Pilas, Spain [الإنجليزية]‏ مع مينتورنو باتفاقية توأمة.
- ترتبط سان فيليو دي غيكسولس مع فربانيا باتفاقية توأمة.
- ترتبط إشبيلية مع قلعة النساء باتفاقية توأمة.
- ترتبط تاوستي مع لانغيرانو باتفاقية توأمة.
- ترتبط بوياس مع بوسا باتفاقية توأمة.
- ترتبط سرقسطة مع مقاطعة أسكولي بيتشينو باتفاقية توأمة.
- ترتبط توريلودونيس مع باربيرينو دي موجيلو باتفاقية توأمة.
- ترتبط سانت كوجات ديل فاليس مع ألبا باتفاقية توأمة.
- ترتبط مارتوريليس مع Sant'Olcese [الإنجليزية]‏ باتفاقية توأمة.
- ترتبط L'Eliana [الإنجليزية]‏ مع سان ماورو تورينيزي باتفاقية توأمة.
- ترتبط ماهون مع تشرفيا باتفاقية توأمة.
- ترتبط بيجاسترو مع Cisano sul Neva [الإنجليزية]‏ باتفاقية توأمة.
- ترتبط أرونا مع أرونا ، بيدمونت باتفاقية توأمة.
- ترتبط أولسيا دي مونتسيرات مع نوناتولا باتفاقية توأمة.
- ترتبط سان سيباستيان مع ترينتو باتفاقية توأمة منذ 1981.
- ترتبط كومايلاس مع أريجنانو باتفاقية توأمة.
- ترتبط مازاريكوس مع Cigole [الإنجليزية]‏ باتفاقية توأمة.
- ترتبط إستبة مع باديا بوليزيني باتفاقية توأمة.
- ترتبط بويرتو دي لا كروث مع مارتينسيكورو باتفاقية توأمة.
- ترتبط Valls [الإنجليزية]‏ مع سيتيمو تورينيزي باتفاقية توأمة.
- ترتبط فيلانوفا ديل كامي مع كالسينايا باتفاقية توأمة.
- ترتبط كاستريل مع مونتيسكودايو باتفاقية توأمة.
- ترتبط ألاكواس مع كريمونا باتفاقية توأمة.
- ترتبط بالماسيدا مع سان سيفيرينو ماركي باتفاقية توأمة.
- ترتبط Pedrajas de San Esteban [الإنجليزية]‏ مع مولا دي باري باتفاقية توأمة.
- ترتبط لوغرونيو مع بريشا باتفاقية توأمة منذ 1990.
- ترتبط إيبيزا مع أرزاشينا باتفاقية توأمة.
- ترتبط شلوبينية مع تولفا باتفاقية توأمة.
- ترتبط برشلونة مع برشلونة بوتسو دي غوتو باتفاقية توأمة منذ 1984.
- ترتبط مدينة منورقة مع أوريستانو باتفاقية توأمة.
- ترتبط مربلة مع روما باتفاقية توأمة منذ 6 ديسمبر 1990.
- ترتبط مانيلفا مع بيناسكو (تورينو) باتفاقية توأمة.
- ترتبط سبتة مع Belvedere Marittimo [الإنجليزية]‏ باتفاقية توأمة.
- ترتبط لاتشار مع Brenna, Lombardy [الإنجليزية]‏ باتفاقية توأمة.
- ترتبط غيرونا مع ريدجو إميليا باتفاقية توأمة.
- ترتبط Monforte del Cid [الإنجليزية]‏ مع مونفورتي سان جورجو باتفاقية توأمة.
- ترتبط سايالونغا مع Piaggine [الإنجليزية]‏ باتفاقية توأمة.
- ترتبط سانتياغو دي كومبوستيلا مع بيزا باتفاقية توأمة.
- ترتبط سوس ديل ري كاتوليكو مع باليرمو باتفاقية توأمة.
- ترتبط بالاغوار مع ألغيرو باتفاقية توأمة.
- ترتبط Cerdà [الإنجليزية]‏ مع تشردا باتفاقية توأمة.
- ترتبط كالديتاس مع Castelfranco Piandiscò [الإنجليزية]‏ باتفاقية توأمة.
- ترتبط غورافي مع سيدي (سردينيا) باتفاقية توأمة.
- ترتبط إيغوالادا مع ليكو باتفاقية توأمة.
- ترتبط أوندا مع فيورانو مودينيزي باتفاقية توأمة.
- ترتبط لاردة مع فيرارا باتفاقية توأمة.
- ترتبط قلهرة مع مونت كومباتري باتفاقية توأمة.
- ترتبط ألتيا مع بيلاجيو باتفاقية توأمة.
- ترتبط أشونة مع بوتنسا باتفاقية توأمة.
- ترتبط أديخي مع كريمونا باتفاقية توأمة.
- ترتبط غرناطة مع جرجنت باتفاقية توأمة منذ 1991.
- ترتبط La Vall de Boí [الإنجليزية]‏ مع Montanera [الإنجليزية]‏ باتفاقية توأمة.
- ترتبط فيلانويفا ديل بارديلو مع شيونز باتفاقية توأمة.
- ترتبط ثويرا مع Trescore Balneario [الإنجليزية]‏ باتفاقية توأمة.
- ترتبط قلعة أيوب مع Dueville [الإنجليزية]‏ باتفاقية توأمة.
- ترتبط أندوخار مع فافارا باتفاقية توأمة.
- ترتبط فرنجلوش مع بوسيتو باتفاقية توأمة.
- ترتبط Tabarca [الإنجليزية]‏ مع كارلوفورتي باتفاقية توأمة.
- ترتبط أوفييدو مع مارانيلو باتفاقية توأمة منذ 14 يونيو 2004.[18][18][18][18]
- ترتبط فيلافانت مع Rovetta [الإنجليزية]‏ باتفاقية توأمة.
- ترتبط سان ساتورنينو دي نويا مع باستيا أومبرا باتفاقية توأمة.
- ترتبط بلانكا مع أنغويلارا سابازيا باتفاقية توأمة.
- ترتبط تشيبرانا مع كورتي (كمبانية) باتفاقية توأمة.
- ترتبط ميورقة مع نابولي باتفاقية توأمة.
- ترتبط بلد الوليد مع فلورنسا باتفاقية توأمة.
- ترتبط Canals, Spain [الإنجليزية]‏ مع فيليني فالدارنو باتفاقية توأمة.
- ترتبط ميليدي مع كوليكيو باتفاقية توأمة.
- ترتبط أليلا مع بروجليانو باتفاقية توأمة.
- ترتبط ثاراوث مع كاردانو آل كامبو باتفاقية توأمة.
- ترتبط أركوس ديلا فرونتيرا مع أنتيكولي كورادو باتفاقية توأمة.
- ترتبط Medina de Rioseco [الإنجليزية]‏ مع فيتوريا باتفاقية توأمة.
- ترتبط تيا مع ماسروسا باتفاقية توأمة.
- ترتبط فياريال مع سكيل باتفاقية توأمة.
- ترتبط فيلاسار دي دالت مع Mondavio [الإنجليزية]‏ باتفاقية توأمة.
- ترتبط فيافيليتشي مع كولفيليس باتفاقية توأمة.
- ترتبط Ondara [الإنجليزية]‏ مع ألفيانو باتفاقية توأمة.
- ترتبط قونكة مع لاكويلا باتفاقية توأمة.
- ترتبط تيولادا مع تيولادا باتفاقية توأمة.
- ترتبط Bétera [الإنجليزية]‏ مع بونت سانت مارتن باتفاقية توأمة.
- ترتبط بينالمادينا مع فينالي ليجوري باتفاقية توأمة.
- ترتبط El Vendrell [الإنجليزية]‏ مع ساباوديا باتفاقية توأمة.
- ترتبط كاسبي مع سانتا ماريا أ فيكو باتفاقية توأمة.
- ترتبط قلعة النهر مع أرتينا باتفاقية توأمة.
- ترتبط جرينة (إشبيلية) مع فاسيانو [الإنجليزية]‏ باتفاقية توأمة.
- ترتبط كاداكيس مع توري ديل بيناكو باتفاقية توأمة.
- ترتبط مالقة مع باليرمو باتفاقية توأمة.
- ترتبط ساحل الشمس [الإنجليزية]‏ مع إنا باتفاقية توأمة.
- ترتبط رندة مع كاستيجليون فيورنتينو باتفاقية توأمة.
- ترتبط أليكانتي مع تارانتو باتفاقية توأمة منذ 1 ديسمبر 1995.
- ترتبط فيا دي كروثيس مع بورجو فال دي تارو باتفاقية توأمة.
- ترتبط ماتارو مع كورسيكو باتفاقية توأمة.[19]
- ترتبط كاستيلتيرسول مع فيديس باتفاقية توأمة.
- ترتبط بيدرولا مع فالرموسى باتفاقية توأمة.
- ترتبط قصرش مع بيانو دي سورينتو باتفاقية توأمة.
- ترتبط لوس بالاسيوس ذ فيلافرانكا مع ريفانازانو تيرم باتفاقية توأمة منذ 1996.[20][20][21][21]
- ترتبط بني حيون مع فالمونتون باتفاقية توأمة.
- ترتبط فريجينال دي لا سايرا مع تاوريزانو باتفاقية توأمة.
- ترتبط ألانيس مع روكا دي بابا باتفاقية توأمة.
- ترتبط ساردانيولا ديل فاليس مع كولينيو باتفاقية توأمة.
- ترتبط طلبيرة مع فاينزا باتفاقية توأمة منذ 25 أكتوبر 1986.
- ترتبط مونتيلا مع تشيرينيولا باتفاقية توأمة.
- ترتبط طراغونة مع مدينة بومبي باتفاقية توأمة منذ 22 سبتمبر 1972.[22][23][24][25]
- ترتبط طرطوشة مع فيرتشيلي باتفاقية توأمة منذ 4 سبتمبر 1967.
- ترتبط البسيط مع أوديني باتفاقية توأمة منذ 1996.
- ترتبط نيرخا مع بيسكيا باتفاقية توأمة.
- ترتبط المنسى مع سكانديانو باتفاقية توأمة.
- ترتبط بلاسينثيا مع بياتشنزا باتفاقية توأمة.
- ترتبط مارتوس مع تشلاماري باتفاقية توأمة.
- ترتبط برغش مع فيتشنزا باتفاقية توأمة.

## منظمات دولية مشتركة
يشترك البلدان في عضوية مجموعة من المنظمات الدولية، منها:
| علم المنظمة | اسم المنظمة                                  | تاريخ انضمام إسبانيا | تاريخ انضمام إيطاليا |
| ----------- | -------------------------------------------- | -------------------- | -------------------- |
|             | European Air Transport Command ‏              | ?                    | ?                    |
|             | منظمة التعاون الاقتصادي والتنمية             | ?                    | 29 مارس 1962         |
|             | منظمة التجارة العالمية                       | ?                    | 1995                 |
|             | المنظمة الأوروبية لسلامة الملاحة الجوية      | 1997                 | 1996                 |
|             | الاتحاد الأوروبي                             | 1986                 | 25 مارس 1957         |
|             | الوكالة الدولية للطاقة                       | ?                    | ?                    |
|             | حلف شمال الأطلسي                             | 30 مايو 1982         | 4 أبريل 1949         |
|             | مجموعة الموردين النوويين                     | ?                    | ?                    |
|             | يونسكو                                       | 30 يناير 1953        | ?                    |
|             | مؤسسة التمويل الدولية                        | 24 مارس 1960         | 27 ديسمبر 1956       |
|             | المركز الدولي لتسوية المنازعات الاستشارية    | 17 سبتمبر 1994       | 28 أبريل 1971        |
|             | منظمة حظر الأسلحة الكيميائية                 | ?                    | ?                    |
|             | مؤسسة التنمية الدولية                        | 18 أكتوبر 1960       | 24 سبتمبر 1960       |
|             | مجموعة أستراليا                              | 1985                 | 1985                 |
|             | منظمة الأمن والتعاون في أوروبا               | 25 يونيو 1973        | 25 يونيو 1973        |
|             | نظام تحكم تكنولوجيا القذائف                  | 1990                 | 1987                 |
|             | وكالة ضمان الاستثمار متعدد الأطراف           | 29 أبريل 1988        | 29 أبريل 1988        |
|             | الاتحاد الدولي للاتصالات                     | 1866                 | 1866                 |
|             | منظمة الشرطة الجنائية الدولية                | ?                    | ?                    |
|             | البنك الدولي للإنشاء والتعمير                | 15 سبتمبر 1958       | 27 مارس 1947         |
|             | مجلس أوروبا                                  | ?                    | 5 مايو 1949          |
|             | المرصد الأوروبي الجنوبي                      | 2006                 | 1982                 |
|             | الاتحاد البريدي العالمي                      | ?                    | ?                    |
|             | Organisation for Joint Armament Cooperation ‏ | ?                    | ?                    |
|             | اتفاقية السماوات المفتوحة                    | ?                    | ?                    |
|             | الفريق المعني برصد الأرض                     | ?                    | ?                    |
|             | بنك التنمية الآسيوي                          | 1986                 | 1966                 |
|             | مركز تنسيق الحركة في أوروبا ‏                 | ?                    | ?                    |
|             | الأمم المتحدة                                | 14 ديسمبر 1955       | 14 ديسمبر 1955       |
|             | وكالة الفضاء الأوروبية                       | ?                    | ?                    |
|             | المنظمة الهيدروغرافية الدولية                | ?                    | ?                    |
|             | البنك الإفريقي للتنمية                       | ?                    | ?                    |

## أعلام
هذه قائمة لبعض الشخصيات التي تربطها علاقات بالبلدين:
- ألفريدو دي ستيفانو (لاعب كرة قدم أرجنتيني، 4 يوليو 1926[38][39][40] – 7 يوليو 2014[38][39][40])
- أماديو الأول (30 مايو 1845[41][42][43] – 18 يناير 1890[41][42][43])
- إيزابيل الثانية ملكة إسبانيا (10 أكتوبر 1830[44][45][46] – 9 أبريل 1904[44][45])
- بابلو بيكاسو (رسام ونحات وفنان تشكيلي اسباني، 25 أكتوبر 1881[47][48][49] – 8 أبريل 1973[48][49][50])
- بينيشيو ديل تورو (19 فبراير 1967[51] – )
- خايمي الثاني ملك أراغون (10 أغسطس 1267 – 2 نوفمبر 1327)
- خوان كارلوس الأول (ملك إسبانيا السابق، 5 يناير 1938[52] – )
- فرديناندو الأول ملك الصقليتين (12 يناير 1751[53][54][55] – 4 يناير 1825[53][54][56])
- فرناندو السادس ملك إسبانيا (23 سبتمبر 1713[57][58][59] – 10 أغسطس 1759[57][58][59])
- فيرناندو السابع ملك إسبانيا (14 أكتوبر 1784[60][61][62] – 29 سبتمبر 1833[60][61][62])
- كاثرين أراغون (16 ديسمبر 1485[63][64][65] – 7 يناير 1536[63][64][65])
- كارلوس الثالث ملك إسبانيا (20 يناير 1716[66][67][68] – 14 ديسمبر 1788[66][67][68])
- كاميلو خوسيه ثيلا (روائي إسباني، 11 مايو 1916[69][70][71] – 17 يناير 2002[69][70][71])
- لوكريسيا بورجيا (18 أبريل 1480 – 4 يوليو 1519)
- لويس الأول ملك إسبانيا (25 أغسطس 1707[72][73][74] – 31 أغسطس 1724[72][73][74])

## وصلات خارجية
- موقع وزارة الخارجية الإسبانية
- موقع وزارة الخارجية الإيطالية